# Tomio Seike
Tomio Seike (清家冨夫) (né en 1943 à Tokyo) est un photographe japonais.

## Biographie
Durant son enfance, Tomio Seike s'intéresse à la photographie sous l'influence de son oncle qui lui apprit à utiliser un appareil photo. Diplômé de l'académie photographique du Japon (1970), Tomio Seike est l'assistant de Shigeo Hayashi (1918-2002) de 1971 à 1974. En 1974, il se rend en Angleterre pour rejoindre le studio de Sam Haskins (en), qu'il admirait à l'époque. Depuis lors, en tant qu'indépendant, il travaille principalement pour des magazines de mode jusque vers 1985.
En 1982, il rencontre l'artiste polono-américaine Zoe Leonard à Tokyo et au cours des cinq années suivantes il la photographie à Tokyo, Londres, New York et Paris. Cela fera l'objet en 1985 de sa première exposition  Portrait de Zoe. Depuis celle-ci, il se consacre entièrement à la photographie. Depuis 1987, il vit entre Tokyo, Brighton et Paris. 
Il s'est d'abord fait connaître pour ses séries de nus. La modèle Isabelle Mège le contacte et sollicite en 1987, à la suite de son exposition de portraits de Zoe Leonard à la galerie « le comptoir de la photographie ». Une longue collaboration débute en 1987 à Brighton, ou Tomio invite Isabelle. La série sera poursuivie par la suite uniquement à Paris (de 1988 à 1991, puis en 1995. Isabelle et Tomio cherchaient des hôtels typiques parisiens, plutôt ordinaires, du début du 20e siècle. La série de nus avec Isabelle Mège est référencée par leurs initiales TS/IS. 
Il préférait utiliser des personnes « comme vous les voyez tous les jours », plutôt que des modèles professionnels ou des personnes connues . Toujours perfectionniste, Seike ne crée généralement que quatre ou cinq images par an.
L'œuvre de Seike a été largement exposée à travers l'Europe, le Japon et les États-Unis et est conservée dans des collections prestigieuses telles que la Tate Modern à Londres, le musée des Beaux-Arts de Houston, la Bibliothèque nationale de France et la Maison européenne de la photographie à Paris.
Il est connu pour utiliser des appareils Leica, privilégiant particulièrement les focales de 50mm et 75mm, et la pellicule Kodak Tri-X. Sa série Le Portrait of Zoe a été principalement réalisée avec l'objectif très lumineux Noctilux 50 mm F 1.0.

## Expositions
- 1985 : Zeit Foto Salon, Tokyo
- 1985 : Gallery Seki, Nagoya, Japon
- 1987 : Le Comptoir de la Photographie, Paris 12 (4-11/5-12-1987)
- 1989 : The Weston Gallery, Carmel, U.S.A.
- 1989 : Hamiltons Gallery, Londres
- 1990 : Zeit Foto Salon, Tokyo
- 1990 : Picture Photo Space, Osaka, Japon
- 1990 : Printz, Kyoto, Japon
- 1991 : Galerie Agathe Gaillard, Paris
- 1991 : Galerie Reckermann, Cologne
- 1992 : Kohji Ogura Gallery, Nagoya, Japon
- 1992 : Hamiltons Gallery, Londres
- 1993 : Picture Photo Space, Osaka
- 1993 : Gallery 292, New York
- 1993 : The Weston Gallery, Carmel, U.S.A.
- 1994 : Robert Koch Gallery, San Francisco
- 1994 : Galerie zur Stockerregg, Zürich
- 1995 : Kohji Ogura Gallery, Nagoya, Japon
- 1995 : Hamiltons Gallery, Londres
- 1995 : J.Jackson Fine Art, Atlanta, U.S.A
- 1995 : Robert Klein Gallery, Boston, U.S.A
- 1995 : The Weston Gallery, Carmel, U.S.A.
- 1997 : 1997 Photo Gallery International, Tokyo
- 1997 : Exponera, Suède
- 1998 : Gallery 292, New York
- 1998 : Galerie Camera Obscura, Paris
- 2003 : Hamiltons Gallery, Londres
- 2004 : Galerie f5,6 Munich
- 2004 : Selektion #1, Galerie f5,6, Munich
- 2006 : Hamiltons Gallery, Londres
- 2006 : Tomio Seike Works 1987-2004 Monochrome Time, Gallery Bauhaus, Tokyo, Japon, 12 septembre - 28 octobre 2006
- 2007 : Light on Dust -Glynde Forge, PGI, Tokyo, 5 mars - 14 avril 2007
- 2007 : Portraits of Zoe -Revived Legendary Portraits Chapter II, Gallery Orchard, Nagoya, 17 novembre - 21 décembre 2007
- 2007 : Photo gallery International, Tokyo, Japon
- 2008 : West Pier, Gallery Bauhaus, Tokyo, Japon, 5 février - 5 avril 2008
- 2010 : Sans titre, Blitz Gallery, Tokyo, 17 septembre - 27 novembre 2010
- 2011 : Charleston Farmhouse, Blitz Gallery, Tokyo, 2 septembre - 19 novembre 2011
- 2011 : Overlook, Hamiltons Gallery, Londres, 7-29 octobre 2011
- 2013 : Lumière en monochrome, Leica Ginza Salon, Tokyo, 11 janvier - 7 avril 2013
- 2013 : Timeless Time, Blitz Gallery, Tokyo, 14 septembre - 7 décembre 2013
- 2016 : Monochrome in Dark, Leica Gallery Kyoto, Kyoto, 17 octobre 2015 - 31 janvier 2016
- 2016 : Liverpool 1981, Blitz Gallery, Tokyo, 7 septembre - 13 octobre 2016
- 2017 : Julie - Street Performer, Blitz Gallery, Tokyo, 3 octobre - 2 décembre 2017
- 2018 : Street Portraits: London Early 80s, Blitz Gallery, Tokyo, 12 octobre - 16 décembre 2018
- 2023 : Tomio Seike : Eighty, Hamiltons Gallery, Londres, 26 janvier–11 mars 2023

## Collections
- Tate Modern, Londres
- Bibliothèque nationale de France
- Maison européenne de la photographie
- Musée des Beaux-Arts de Houston
- Zimmerli Art Museum